# Пеґонисько-Пусткове
Пеґонисько-Пусткове (пол. Piegonisko-Pustkowie) — село в Польщі, у гміні Бжезіни Каліського повіту Великопольського воєводства.
Населення — 319 осіб (2011).
У 1975-1998 роках село належало до Каліського воєводства.

## Демографія
Демографічна структура станом на 31 березня 2011 року:
|          | Загалом | Допрацездатний вік | Працездатний вік | Постпрацездатний вік |
| -------- | ------- | ------------------ | ---------------- | -------------------- |
| Чоловіки | 158     | 33                 | 109              | 16                   |
| Жінки    | 161     | 36                 | 94               | 31                   |
| Разом    | 319     | 69                 | 203              | 47                   |